# Prostitución en Kenia

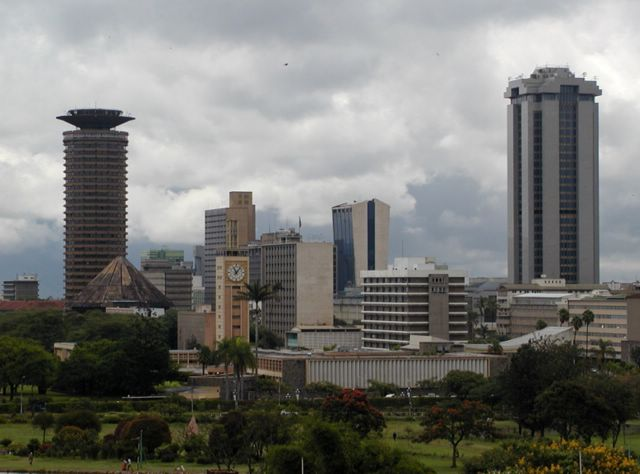
La capital keniata, Nairobi, prohibió el trabajo sexual a finales de 2017.

La prostitución en Kenia es una actividad muy extendida, pero su situación legal es compleja. Aunque no está tipificada como delito en su legislación, las ordenanzas municipales pueden prohibirla. Por ejemplo, Nairobi, su capital, prohibió el trabajo sexual en diciembre de 2017. Es ilegal lucrarse con la prostitución ajena, así como ayudar, instigar, obligar o incitar a la prostitución (según recogen los artículos 153 y 154 del Código Penal). ONUSIDA estimó en 2018 que había cerca de 133 000 prostitutas en el país.
Muchos hombres y mujeres extranjeros participan en el turismo sexual, que prospera en los complejos turísticos de la costa de Kenia. Miles de niñas y niños ejercen la prostitución infantil ocasional debido a la pobreza de la región.
Las trabajadoras del sexo denuncian abusos, extorsión y violencia por parte de la policía.

## Turismo sexual en la costa
El Ministerio de Turismo de Kenia ha sido duramente criticado por su falta de respuesta ante el auge del turismo sexual y la explotación infantil en la costa keniana. En 2006, un estudio de UNICEF informó de que hasta el 30 % de la población infantil de entre 12 y 18 años de las regiones costeras de Malindi, Mombasa, Kilifi y Diani ejercía algún tipo de trabajo sexual.

## Prostitución y salud

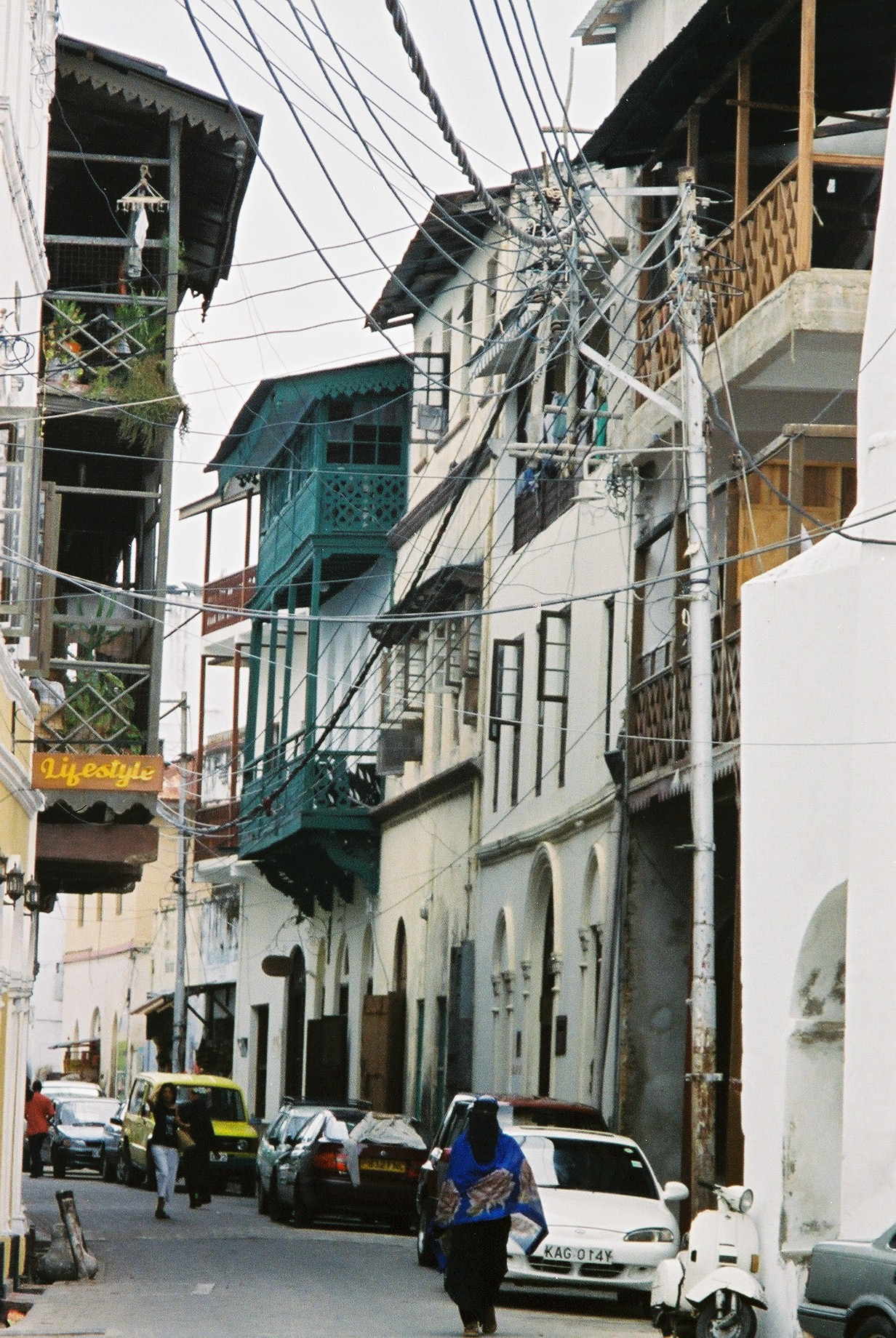
Imagen de la ciudad antigua de Mombasa. Tras la prohibición de la actividad sexual ilegal en Nairobi, las mafias buscaron otros centros para sus redes clientelares.

El acceso a los servicios sanitarios está garantizado por el artículo 43 de la Constitución de Kenia. Sin embargo, las trabajadoras del sexo suelen ser discriminadas y el acceso a los servicios sanitarios es limitado. Kenia es uno de los países del mundo más afectados por el VIH. Las trabajadoras del sexo son el grupo más afectado dentro del país. Las investigaciones han demostrado que alrededor del 30 % de los profesionales del sexo son seropositivos.
La falta de uso del preservativo (tanto entre los profesionales del sexo como entre el público en general) alimentó la propagación del VIH y otras ITS. Desde 2001, el Gobierno keniano distribuye preservativos gratuitos (180 millones en 2013) y educa al público sobre su uso. La Universidad de Nairobi y la profesora Elizabeth Ngugi establecieron un programa con prostitutas locales para educarlas y empoderarlas fomentando el uso del preservativo. Un estudio realizado en 2015 entre profesionales del sexo de Nairobi informó de que alrededor de dos tercios utilizan siempre preservativos con los clientes. Esto contrasta con el 40 % entre los miembros del público en general que tienen dos o más parejas.
Las pruebas del VIH y las ITS son voluntarias, pero como la Ley de Prevención y Control del VIH y el Sida de 2006 penalizaba la transmisión del VIH, los profesionales del sexo se muestran reacios a someterse a ellas. El estudio de 2015 sobre los profesionales del sexo de Nairobi reveló que el 86 % se había sometido a las pruebas, el 63 % en los últimos doce meses.
Este comercio en auge del turismo sexual continúa. con pleno conocimiento de la Policía de Turismo de Kenia. No quieren disuadir a los cientos de miles de turistas blancos de venir a la costa de Kenia, a pesar del daño que causa a los jóvenes kenianos.

## Negocio de la prostitución en Internet
El auge de la prostitución en línea ha sido alimentado por sitios de medios sociales como Tinder y Facebook. En The Verge, el 7 de noviembre de 2014, Frenzen C. fue citado diciendo: "Un grupo que quiere prohibir todo el trabajo sexual en Irlanda está haciendo perfiles falsos de Tinder" con el fin de desalentar el uso de la aplicación de citas como un facilitador de la prostitución. Según Fondation Scelles, una ONG francesa, aplicaciones como Airbnb se están utilizando para este tipo de reservas de alojamiento y, en Kenia, el comercio se ha trasladado a plataformas en línea en sitios web infames como: kenyanescorts, nairobihot, kenyaraha y muchos más ejemplos audaces, todos los cuales poseen dominios .com que han estado activos durante más de una década. Sin embargo, este nuevo tipo de prostitución sigue escondiéndose detrás de servicios exóticos como los masajes terapéuticos y los servicios de acompañantes. Las plataformas en línea presentan un mayor desafío para el cumplimiento de la ley que la prostitución convencional. Internet permite que clientes y chicas trabajadoras se comuniquen desde lugares totalmente distintos para hacer sus arreglos.

## Tráfico sexual
Kenia es país de origen, tránsito y destino de hombres, mujeres y niños sometidos al tráfico sexual. Los niños varones son cada vez más objeto de trata. Niñas y niños son explotados en el comercio sexual en todo Kenia, incluido el turismo sexual en Nairobi, Kisumu y la costa, sobre todo en asentamientos informales; a veces, su explotación es facilitada por familiares. Los niños también son explotados en el tráfico sexual por personas que trabajan en zonas de cultivo de khat (un narcótico suave), cerca de minas de oro en Kenia occidental, por conductores de camiones a lo largo de las principales autopistas y por pescadores en el lago Victoria. Los kenianos son reclutados por agencias de empleo legales o ilegales o emigran voluntariamente a Europa, Estados Unidos, el Sudeste Asiático y Oriente Medio, sobre todo Arabia Saudí, Líbano, Kuwait, Qatar, Emiratos Árabes y Omán, en busca de empleo, donde a veces son explotados en salones de masaje y burdeles. Según los informes, a los hombres kenianos homosexuales y bisexuales se les recluta engañosamente en las universidades con promesas de trabajo en el extranjero, pero se les obliga a prostituirse en Qatar. Los traficantes ugandeses y nigerianos obligan a las mujeres kenianas a prostituirse en Tailandia.
Algunos niños de los campos de refugiados de Dadaab y Kakuma pueden ser objeto de tráfico sexual. Niños de África Oriental y Sudán del Sur son objeto de tráfico sexual en Kenia. Camiones que transportan mercancías de Kenia a Somalia regresan a Kenia con niñas y mujeres explotadas posteriormente en burdeles de Nairobi o Mombasa. Las mujeres nepalesas e indias reclutadas para trabajar en clubes de baile mujra de Nairobi y Mombasa se enfrentan a la servidumbre por deudas, que se ven obligadas a pagar bailando y prostituyéndose a la fuerza.
La Oficina de Vigilancia y Lucha contra la Trata de Personas del Departamento de Estado de los Estados Unidos clasificó en 2023 a Kenia como país de "nivel 2".